# Нови тајвански долар
Нови тајвански долар је средство плаћања на Тајвану.
Постоје новчанице у износима 100, 200, 500, 1000 и 2000 долара и кованице ½, 1, 5, 10, 20 и 50 долара.